# Câmpina
Câmpina – miasto w południowej Rumunii, w okręgu Prahova, u podnóża Karpat Południowych, nad rzeką Prahova. 
W mieście rozwinął się przemysł spożywczy, chemiczny, drzewny, materiałów budowlanych oraz petrochemiczny.